# Глапиньский, Генрик
Генрик Глапиньский (пол. Henryk Glapiński; 28 декабря 1915, Ченстохов — 19 февраля 1947, Лодзь) — польский офицер, участник антинацистского сопротивления и антикоммунистического вооружённого подполья. Командир Армии Крайовой в округе Радомско и «Конспиративного Войска Польского» в Радомщанском повяте. Казнён коммунистическими властями. В Третьей Речи Посполитой реабилитирован.

## В польской армии и Армии Крайовой
Перед Второй мировой войной проходил военную службу в Ченстохове и Лодзи.
Во время нацистской оккупации командовал подразделениями Армии Крайовой в округе Радомско. Имел звание капитана. Был арестован гестапо и помещён в концлагерь Гросс-Розен. Освобождён в 1945.

## В Подпольной польской армии
С марта 1946 Генрик Глапиньский возглавил в округе Радомско структуру «Конспиративного Войска Польского» — антикоммунистической военизированной организации во главе с капитаном Станиславом Сойчиньским. Носил псевдоним Klinga — Клинок. С апреля 1946 Глапиньский командовал «Конспиративным Войском Польским» в Радомщанском повяте.
Руководил партизанским отделом «Варшава», провёл ряд успешных операций против войск Министерства общественной безопасности и Корпуса внутренней безопасности.
В ночь на 20 апреля 1946 отряд под командованием Яна Рогульки и Генрика Глапиньского совершил нападение на управление МОБ в Радомско. Были освобождены 57 политзаключённых, захвачены в плен около 100 служащих МОБ. При отступлении были расстреляны 8 советских военнослужащих.

## Казнь и реабилитация
14 сентября 1946 Генрик Глапиньский был арестован МОБ. 9-16 декабря состоялся судебный процесс. Глапиньский был приговорён к смертной казни. Приговор приведён в исполнение 19 февраля.
В 1992 году, после смены общественно-политического строя в Польше, Лодзинский суд отменил приговор, вынесенный в отношении Генрика Глапиньского.